# Sweedie, the Janitor
Sweedie, the Janitor è un cortometraggio muto del 1916 diretto da Wallace Beery. Fu l'ultimo film della serie dedicata a Sweedie, un personaggio comico en travesti interpretato da Beery e l'unico prodotto dalla Nestor dopo i ventisette titoli creati dalla Essanay.

## Produzione
Il film fu prodotto dalla Nestor Film Company.

## Distribuzione
Distribuito dall'Universal Film Manufacturing Company, il film - un cortometraggio di una bobina - uscì nelle sale cinematografiche USA il 10 novembre 1916.